# Coca-Cola C2

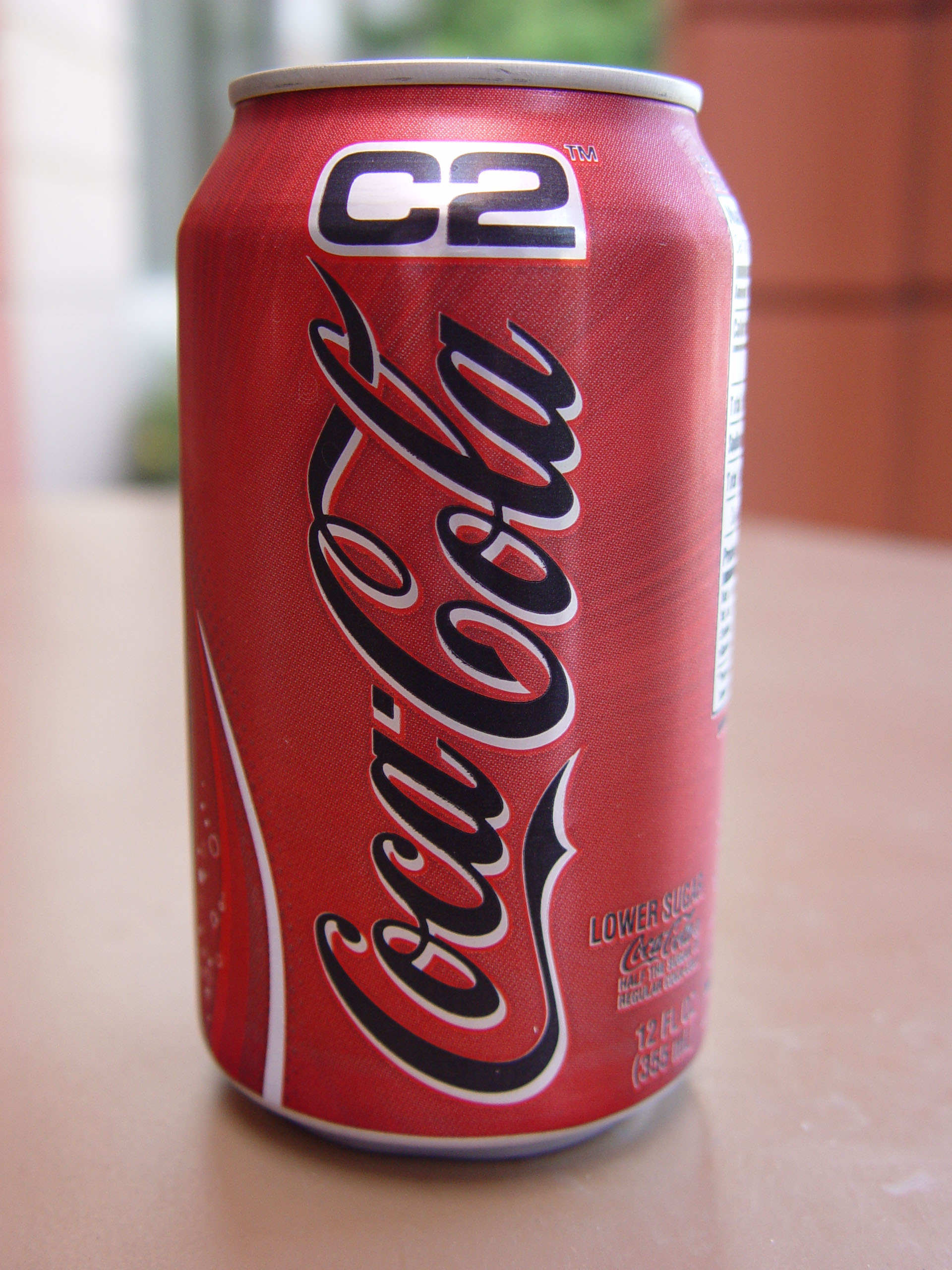
Lata de Coca Cola C2

Coca-Cola C2 (também conhecida como Coke C2, C2 Cola, ou simplesmente C2) era a marca de um refrigerante da The Coca-Cola Company lançada em 2004. Era divulgada como tendo metade dos hidratos de carbono, açúcares e calorias em comparação com a Coca-Cola padrão.
As vendas nos Estados Unidos não corresponderam às expectativas principalmente devido ao desinteresse dos clientes por um refrigerante com metade das calorias, e em parte devido ao sucesso da Coca-Cola Zero, uma versão sem calorias da Coca-Cola.